# Донецкая и Мариупольская епархия УПЦ МП
Доне́цкая епа́рхия (укр. Донецька і Маріупольська єпархія) — епархия Русской православной церкви (до 2023 года УПЦ МП) с центром в Донецке. Объединяет приходы и монастыри в южной части Донецкой области.
Кафедральный город — Донецк, кафедральный собор — Преображенский. В 2021 году в  епархии имелось: 241 приход, 259 священнослужителей (231 священник, 28 диаконов), 4 монастыря.
Правящий архиерей c 24 октября 2024 года — митрополит Владимир (Самохин) (на кафедру назначен решением Священного синода РПЦ).

## История
В 1779—1780 годы из Крыма в район нынешнего Мариуполя переселилась преимущественно греческая православная община во главе с митрополитом Готфийским Игнатием (Гозадинос), который сохранил за собой право самостоятельного епархиального архиерея над переселенцами на новом месте, будучи викарным епископом Славянской и Херсонской епархии (впоследствии известной как Екатеринославская). После его кончины в 1786 году основанные переселенцами приходы были переданы Екатеринославской епархии. В XIX веке продолжалось переселение в этот край православных греков и болгар.
Впервые собственно Донецкая епархия появилась в период немецкой оккупации в январе 1943 года в составе Украинской автономной православной церкви, сохранявшей общение с Русской православной церковью (с января по сентябрь 1943 года епископ Донецкий Димитрий (Маган)). В мае 1944 года епископом Ворошиловградским и Донецким Московской патриархией назначен Никон (Петин). С назначением епископа Никона на Херсонскую кафедру в 1949 году, за ним было оставлено также и управление Донецкой кафедрой (епархиальное управление находилось в городе Горловка). Такой порядок управления Донецкой кафедрой продолжался до 1990 года, когда Донецкая епархия получила архиерея, управлявшего только Донецкой епархией, при этом епархиальное управление и резиденция архиерея размещались в городе Луганске.
6 сентября 1991 года из состава Донецкой епархии была выделена Луганская епархия. И только с этого момента в Донецке появляется епархиальное управление, Свято-Никольский храм на Ларинке становится полноценным кафедральным собором. С января по март 1992 года епархиальный центр вновь перемещается в Горловку, поскольку духовенство Донецка не приняло митрополита Леонтия (Гудимова). После смерти митрополита временное управление епархией поручается Луганскому епископу, и управление епархией (с марта по май 1992 года) вновь осуществляется из города Луганск.
29 июля 1994 года из состава Донецкой была выделена Горловская епархия, в которую вошли северные пределы Донецкой области.
В 2004 году бывший в подчинении Горловской епархии Святогорский мужской монастырь получил статус лавры и подчиненён Донецкой епархии (несмотря на территориальную принадлежность к Горловской епархии).
В июне 2009 года патриархом Московским и всея Руси Кириллом совершён чин малого освящения Преображенского кафедрального собора Донецка.
В июле 2023 года фактические власти в Донецке сообщили о «решении духовенства Донецкой и Мариупольской, а также Горловской и Славянской епархий о вхождении в состав Русской православной церкви». При этом УПЦ МП не признала аннексию епархии, так же как не признала ни одного назначенного с 2022 года Москвой священнослужителя.

## Названия
- 1943 — Донецкая
- 1945—1990 — Донецкая и Ворошиловградская
- 1990—1991 — Донецкая и Луганская
- 1991—1994 — Донецкая и Славянская
- с 1994 — Донецкая и Мариупольская

## Епископы
- Димитрий (Маган) (январь 1943 — 21 сентября 1943)
- Никон (Петин) (26 июня 1944 — 19 августа 1951)
- Никон (Петин) (19 августа 1951 — 16 апреля 1956) в/у, аеп. Херсонский
- Иоанникий (Кобзев) (19 февраля 1990 — 6 сентября 1991)
- Алипий (Погребняк) (6 октября 1991 — 23 января 1992)
- Леонтий (Гудимов) (23 января 1992 — 16 марта 1992)
- Иоанникий (Кобзев) (16 марта — 28 мая 1992) в/у, еп. Луганский
- Алипий (Погребняк) (28 мая — 7 декабря 1992)
- Иоанникий (Кобзев) (7 — 22 декабря 1992) в/у, еп. Луганский
- Ипполит (Хилько) (22 декабря 1992 — 3 мая 1996)
- Алипий (Погребняк) (3 мая — 12 сентября 1996) в/у, еп. Горловский
- Иларион (Шукало) (12 сентября 1996 — 24 октября 2024)
- Владимир (Самохин) (с 24 октября 2024)

## Благочиннические округа
Амвросиевский, Введенский (г. Мариуполь), Волновахский, Володарский, Георгиевский (г. Донецк), Докучаевский, Донской, Казанский (г. Макеевка), Мангушский, Марьинский, Михайловский (г. Мариуполь), Николаевский (г. Донецк), Николаевский (г. Мариуполь), Новоазовский, Новотроицкий, Преображенский (г. Донецк), Старобешевский, Торезский, Троицкий (г. Донецк), Харцызский, Ясиноватский.

## Монастыри
- Святогорская Успенская лавра (с момента создания Горловской епархии в 2007 году находится на её территории, но административно подчинена Донецкой епархии[9])
- Николо-Васильевский монастырь в с. Никольское (мужской и женский)
- Донецкий Иверский монастырь (женский)
- Касперовский монастырь (женский) в посёлке Грузско-Ломовка под Макеевкой

## Периодические издания
- «Живой родник. Православный собеседник» (журнал). Периодичность раз в месяц, формат А4, 64 стр., тираж 15 000, на 01.2010 г. изданы 77 номеров.

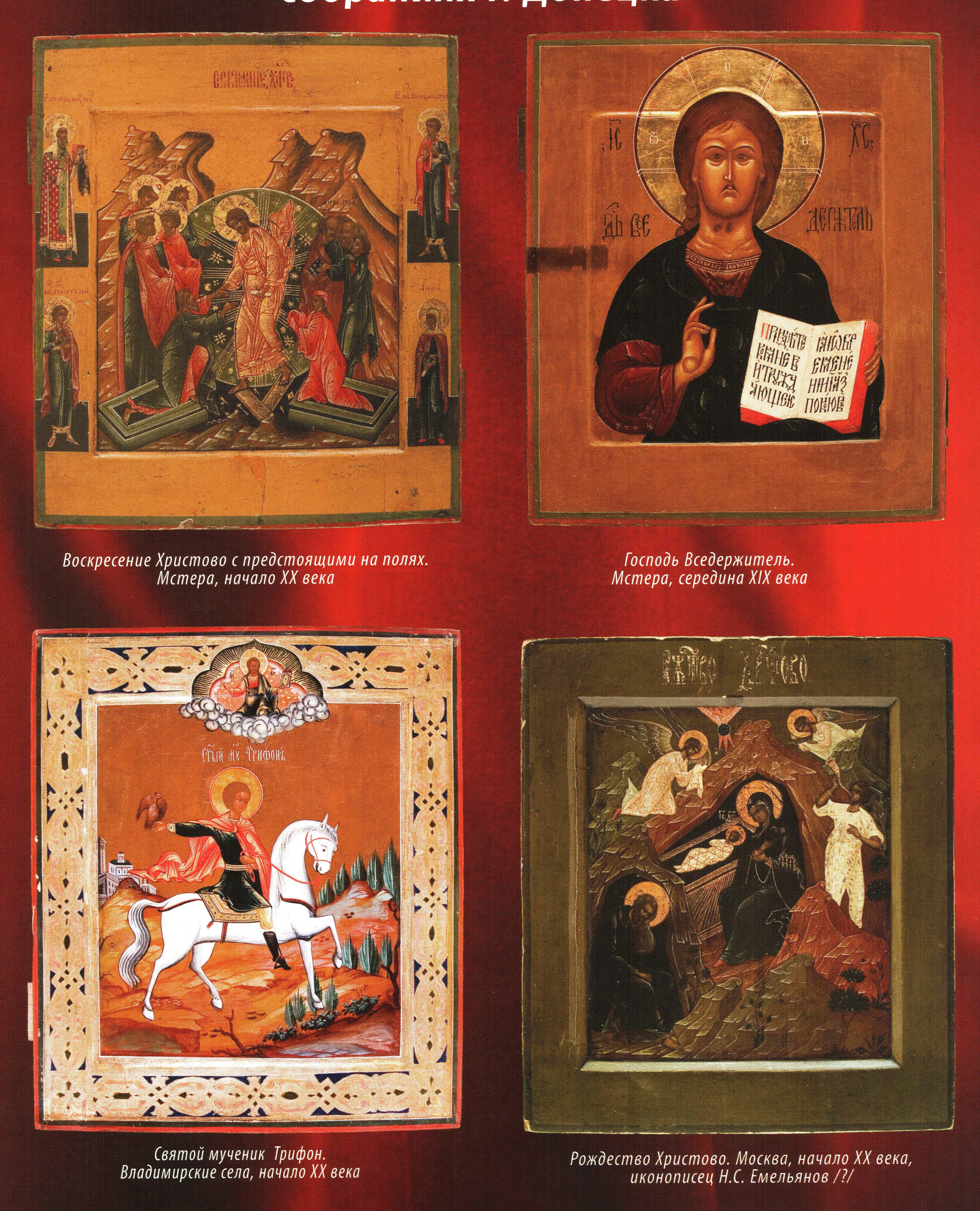
Иконы Донецка XIX-нач.XX века